# گودزیلا در برابر گیگان
گودزیلا در برابر گیگان (به انگلیسی: Godzilla vs. Gigan) فیلمی در ژانر علمی تخیلی به مدت ۸۹ دقیقه به کارگردانی جون فوکودا محصول کشور ژاپن در سال ۱۹۷۲ است.